# Якоб I фон Валдбург-Траухбург
Якоб I фон Валдбург-Траухбург „Златния рицар“ (на немски: Jakob I 'der Goldene Ritter' Truchsess von Waldburg zu Trauchburg; * ок. 1393; † 5 май 1460) е трушсес на Валдбург-Траухбург, господар на „Св. Георг“ в Исни и Шафхаузен (през 1429 г.), губернатор на Горна Швабия. През 1448 г. получава половината от Брегенц и през 1459 г. става камерхер в двора на Австрия. Заради начина му на живот е наричан „Златният рицар“. Той е основател на „Якобинската линия“ на род фон Валдбург.

## Произход
Той е син на Йохан II фон Валдбург († 1424) и четвъртата му съпруга фрайин Урсула фон Абенсберг († 30 януари 1422), дъщеря на Улрих IV фон Абенсберг († 1374/1375) и Катарина фон Лихтенщайн-Мурау († сл. 1375). По други източници майка му е третата съпруга на баща му, Елизабет фон Монфор († 1422), дъщеря на граф Конрад фон Монфор-Брегенц († 1387) и Агнес фон Монфор-Тостерс († 1394). Брат е на Еберхард I фон Валдбург-Зоненберг († 1479), 1. имперски граф на Графство Зоненберг, основател на „Зоненбергската линия“, и Георг I фон Валдбург-Цайл († 1467), основател на „Георгийската линия“.
Внукът му Вилхелм Стари фон Валдбург-Траухбург (1470 – 1557) е издигнат на имперски фрайхер в Констанц на 16 юни 1507 г., а правнукът му Ото фон Валдбург (1514 – 1573) е от 1543 г. епископ на Аугсбург и кардинал (1544). Фамилията Валдбург, заради постиженията, са номинирани на „наследствени имперски трушсеси“.

## Фамилия
Първи брак: с графиня Магдалена фон Хоенберг-Наголд († 1433/1437), дъщеря на граф Ото II фон Хоенберг-Хайгерлох († 1379/1385) и Кунигунда фон Вертхайм († 1358). Те имат една дъщеря:
- Урсула († 1464), омъжена между 21 октомври 1437 и 1450 г. за маршал Георг I фон Папенхайм (* 1430; † 1485)

Втори брак: пр. 21 октомври 1437 г. с маркграфиня Урсула фон Хахберг-Заузенберг († 26 април 1485), дъщеря на маркграф Вилхелм фон Хахберг-Заузенберг (1406 – 1482) и Елизабет фон Монфор-Брегенц (1399 – 1458), дъщеря на граф Вилхелм V фон Монфор-Брегенц († 1422) и Кунигунда фон Тогенбург († 1426/1436). Те имат един син: 
- Йохан I Стари фон Валдбург-Траухбург (*1438, † 25 декември 1504), трушсес на Валдбург, фогт в Горна Швабия, женен на 3 януари 1464 г. за графиня Анна фон Йотинген (* 6 август 1450; † 1517), дъщеря на Вилхелм I фон Йотинген († 1467) и Беатрикс дела Скала († 1486).

Вдовицата му Урсула фон Хахберг-Заузенберг се омъжва на 28 юни 1467 г. втори път за граф Улрих IV фон Монфор-Тетнанг-Зумерау († 29 октомври 1495).